# Mar territorial

Conceitos estabelecidos pela Convenção das Nações Unidas sobre o Direito do Mar.

Mar territorial, é uma faixa de águas costeiras que alcança 12 milhas náuticas (22 quilômetros) a partir do litoral de um Estado/País. Esta faixa é considerada parte do território soberano daquele Estado (excetuados os acordos com Estados vizinhos cujas costas distem menos de 24 milhas náuticas (44 quilômetros). A largura do mar territorial é contada a partir da linha de base, isto é, a linha de baixa-mar ao longo da costa, tal como indicada nas cartas marítimas de grande escala reconhecidas oficialmente pelo Estado costeiro.
Dentro do mar territorial, o Estado costeiro dispõe de direitos soberanos idênticos aos de que goza em seu território e suas águas interiores, para exercer jurisdição, aplicar as suas leis e regulamentar o uso e a exploração dos recursos. Entretanto, as embarcações estrangeiras civis e militares têm o "direito de passagem inocente" pelo mar territorial, desde que não violem as leis do Estado costeiro nem constituam ameaça à segurança.
O mar territorial e seus conceitos correlatos - zona contígua, zona econômica exclusiva, plataforma continental etc. - são regulados pela Convenção das Nações Unidas sobre o Direito do Mar (CNUDM), de 1982.

## Águas interiores
Sobre suas águas interiores, além de jurisdição idêntica à do mar territorial, o Estado costeiro pode até mesmo impedir a passagem inocente. Consideram-se águas interiores os mares completamente fechados, os lagos e os rios, bem como as águas no interior da linha de base do mar territorial. As águas arquipelágicas no interior das ilhas mais exteriores de um Estado arquipelágico (como a Indonésia ou as Filipinas) também são consideradas águas interiores.

## Zona contígua
A CNUDM permite que o Estado costeiro mantenha sob seu controle uma área de até doze milhas náuticas, adicionalmente às doze milhas do mar territorial, para o propósito de evitar ou reprimir as infrações às suas leis e regulamentos aduaneiros, fiscais, de imigração, sanitários ou de outra natureza no seu território ou mar territorial.

## Zona econômica exclusiva (ZEE)

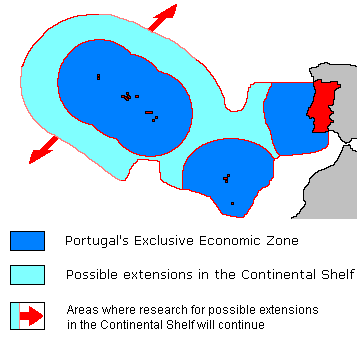
Zona Econômica Exclusiva de Portugal

A ZEE é uma faixa de água que começa no limite exterior do mar territorial de um Estado costeiro e termina a uma distância de 200 milhas náuticas (370 quilômetros) do litoral (exceto se o limite exterior for mais próximo de outro Estado) na qual o Estado costeiro dispõe de direitos especiais sobre a exploração e uso de recursos marinhos.
O Brasil e Portugal ocupam, respectivamente, a nona e a décima-primeira posições na lista das maiores ZEEs (combinadas com o mar territorial) do mundo. A lista é encabeçada pelos Estados Unidos (1º lugar) e pela França (2º).

## História
No Direito clássico o mar não era territorializado. Contudo, desde a Idade Média, as repúblicas marítimas da Itália procuraram estabelecer uma base jurídica para o exercício de sua autoridade no mar pois, a partir do século XIV, já haviam obtido a supremacia marinha contra os piratas sarracenos e outros países cristãos e então procuravam consolidar no direito o que já possuíam de fato. Preocupavam-se também em cobrar impostos sobre a navegação, preservar para si a pesca, policiar suas costas contra piratas etc. Outros Estados passaram a reivindicar uma zona marítima, como Flandres. No século XVI, afirma-se a jurisdição do Estado costeiro sobre um mar territorial.
Com o advento dos Descobrimentos, entre os séculos XV e XVII, a navegação marítima, além de costeira, tornou-se oceânica. Historicamente, Portugal e Espanha foram pioneiros neste processo, procurando obter para si, em exclusivo, os direitos sobre as terras descobertas e a descobrir, defendendo a política de "Mare clausum" pela via diplomática, com a assinatura de tratados como o Tratado de Tordesilhas em 1494. O que viria a ser contestado por outras nações europeias. Em 1609 os holandeses, através da obra Mare Liberum de Hugo Grotius advogaram um novo princípio, segundo o qual o mar era território internacional, com todas as nações livres de o utilizar. A Inglaterra, em competição cerrada com os holandeses pelo domínio do comércio mundial, opôs-se a esta ideia e procurou provar que o mar era na prática tão passível de ser apropriado quanto o território terrestre. Da controvérsia gerada entre estas duas visões, encontrou-se uma base sustentável, limitando o domínio marítimo à distância de um tiro defensivo de canhão. Este seria universalmente adoptado e estabelecido no limite das três milhas marítimas da costa.
Do século XVIII até meados do século XX, as águas territoriais do Império Britânico, dos Estados Unidos, da França e de diversos outros Estados foram fixadas em 3 milhas náuticas (5,6 quilômetros), o que equivalia, de início, ao alcance de um disparo de canhão e, portanto, à área do oceano que um Estado soberano podia defender desde o litoral. O conceito foi elegantemente exposto pelo jurista holandês da época Bynkershoek, em latim: "terrae potestas finitur ubi finitur armorum vis" ("o poder da terra acaba onde acaba a força das armas"). Esse alcance é variável, aumentando em função do desenvolvimento tecnológico dos armamentos, com o passar do tempo.
No século XIX, as três milhas náuticas passam a ser a prática internacional. Devido a incidentes no século XX, tais como testes nucleares e controvérsias acerca de direitos de pesca, diversos Estados estenderam unilateralmente o seu mar territorial, alguns para cinquenta, outros para até duzentas milhas náuticas. Um deles foi o Brasil, que aprovou o Decreto-Lei nº 1.098 de 25 de março de 1970, revogado pela Lei nº 8.617 de 4 de janeiro de 1993, que criou a Zona econômica exclusiva brasileira, ampliando a faixa entre as doze milhas do mar territorial até o limite de duzentas milhas.
O atual regime das doze milhas náuticas foi finalmente adotado pela Convenção das Nações Unidas sobre o Direito do Mar, celebrada em 1982 em Montego Bay, Jamaica, resultado da Terceira Conferência das Nações Unidas sobre o Direito do Mar (Nova York, 1973-1982) e constitui o mais recente grande esforço de codificação do direito internacional que regula os oceanos.